# Bergen (Cellei járás)
Bergen város Németországban, Alsó-Szászországban, a Cellei járásban. Lakosainak száma 13 520 fő (2023. december 31.).

## Történelme
A település a 12. században jött létre. A 14. és a 16. században tűzvész pusztította el, azonban lakói mindkét alkalommal újjáépítették. Bergen egészen a 19. századig mezőgazdasági település volt. 1973-ban egyesítették 9 másik helységgel.

## Látnivalók
A bergen-belseni koncentrációs tábor

## Testvértelepülések
- Rožnov pod Radhoštěm
- Ottendorf-Okrilla
- Pembroke

## Itt született személyek
- Albert Guthke (Bergen, 1900. január 1. – Pritzwalk, 1981. július 12.) muzeológus
- Hermann Ehlers (1904. október 1. –  Oldenburg, 1954. október 29.) politikus